# Rouperroux
Rouperroux är en kommun i departementet Orne i regionen Normandie i nordvästra Frankrike. Kommunen ligger i kantonen Carrouges som tillhör arrondissementet Alençon. År 2022 hade Rouperroux 175 invånare.

## Befolkningsutveckling
Antalet invånare i kommunen Rouperroux
| Referens: INSEE |